# Saturnino Herrán
Saturnino Herrán Guinchard (Aguascalientes, 9 luglio 1887 – Città del Messico, 8 ottobre 1918) è stato un pittore messicano.

## Biografia
Figlio unico di José Herrán, messicano, e Josefa Guinchard, svizzera francese. Il padre di Herrán era proprietario di una libreria e professore di contabilità all'Accademia delle scienze.
Inizió i suoi studi di disegno e pittura con José Inés Tovilla e Severo Amador; poi con i maestri Julio Ruelas, il catalano Antonio Fabrés, Leandro Izaguirre e Germán Gedovious.
Nel 1908 il suo talento era ormai riconosciuto e ricevette diversi premi. Nel 1909 divenne professore di disegno all'Accademia di Belle Arti di Città del Messico.
La svolta vera e propria ebbe luogo nel 1910 in occasione del centenario dell'indipendenza messicana. Fu organizzata una mostra di pittura spagnola ma nessuna dell'arte messicana, così Herrán e José Clemente Orozco formarono la Società dei pittori e scultori messicani ed organizzarono una mostra con i rispettivi lavori. La mostra riscontro' un tale successo che l'accesso era regolato dalla polizia. Fece una grande impressione su José Vasconcelos, futuro Ministro dell'Educazione del Messico postrivoluzionario. In quel momento si rese conto che i murales avevano la forza per raggiungere un vasto pubblico e che in questo modo la pittura non sarebbe stata riservata alla fruizione delle élite. Herrán fu tra i primi artisti a cui Vasconcelos commissionò dei murales e nel 1911 completò il suo primo murales di grandi dimensioni che servirà come modello a quelli commissionati negli anni Venti e Trenta del secolo scorso.
Morì prematuramente all'età di trentun anni, in seguito alle complicazioni di una malattia gastrica. Il poeta Ramón López Velarde scrisse in suo onore Oraciòn Funebre.

## Opera

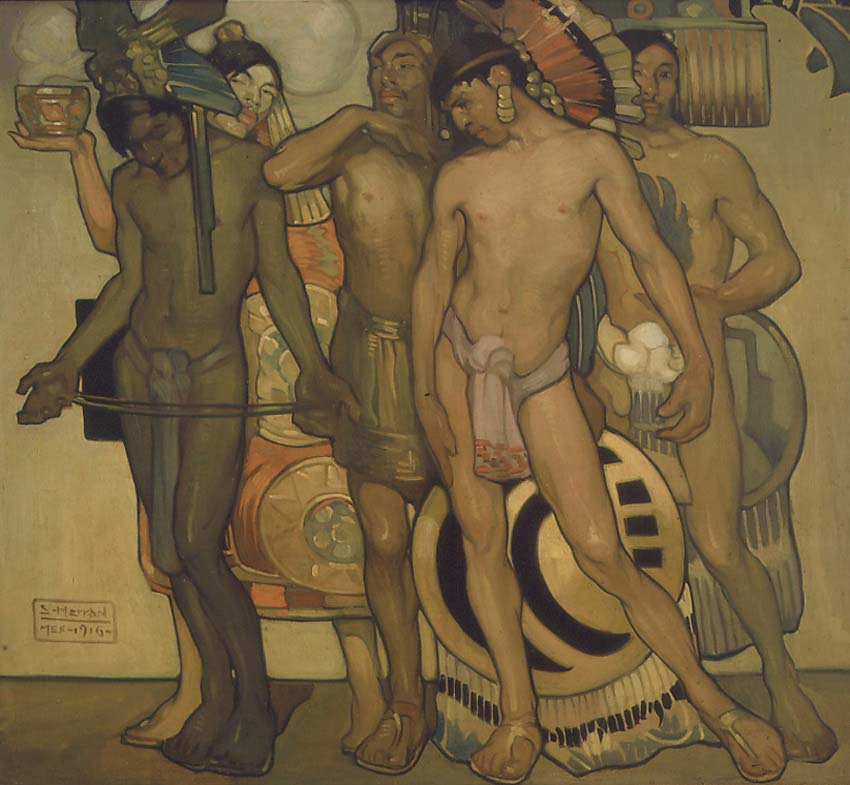
Nuestros dioses antiguos, è lo studio di un murale mai completato per il Teatro Nazionale di Città del Messico, ora Palacio de Bellas Artes

I lavori di Saturnino Herrán non rappresentarono una netta rottura con la tradizione ma piuttosto una dolce transizione verso una nuova consapevolezza e identità dell'arte messicana. Il Messico era ed è una società multietnica che incarna due diverse visioni del mondo. Herrán diede forma a questa simbiosi. Eseguì maestosi dipinti di indios messicani, dando loro forza e dignità eroica ed esplorò le realtà del Messico contemporaneo con una certa dose di realismo socialista. Sperimentò nuove prospettive e composizioni, mosso dal desiderio di catturare la particolare bellezza del suo popolo. Herrán utilizzo' i canoni del simbolismo per rappresentare il passato precolombiano. Le interpretazioni pittoriche del passato indigeno sono la combinazione degli sviluppi dell'arte internazionale - per esempio delle stampe giapponesi, come si può intuire dalle pose stilizzate, specialmente in Nuestros dioses antiguos - con le spinte locali del nazionalismo messicano.
Saturnino Herrán è stato il primo artista messicano a immaginare il concetto di un'arte totalmente messicana, ponendo le basi per lo sviluppo del Muralismo messicano di cui Diego Rivera, José Clemente Orozco e David Alfaro Siqueiros sono i più grandi interpreti. In un catalogo dedicato al lavoro di Herrán pubblicato nel 1997, il romanziere Carlos Fuentes indica Herrán non solo come colui che aprì la strada ai muralisti ma anche a tutti i nazionalisti, contribuendo in maniera significativa a rendere cosciente il popolo messicano della propria identità. Malgrado le critiche iniziali - i suoi detrattori la definivano manierista - l'opera di Herrán è riconosciuta come la prima ad unire le due culture che convivono nel Messico contemporaneo, quella precolombiana e quella spagnola.

## Galleria d'immagini

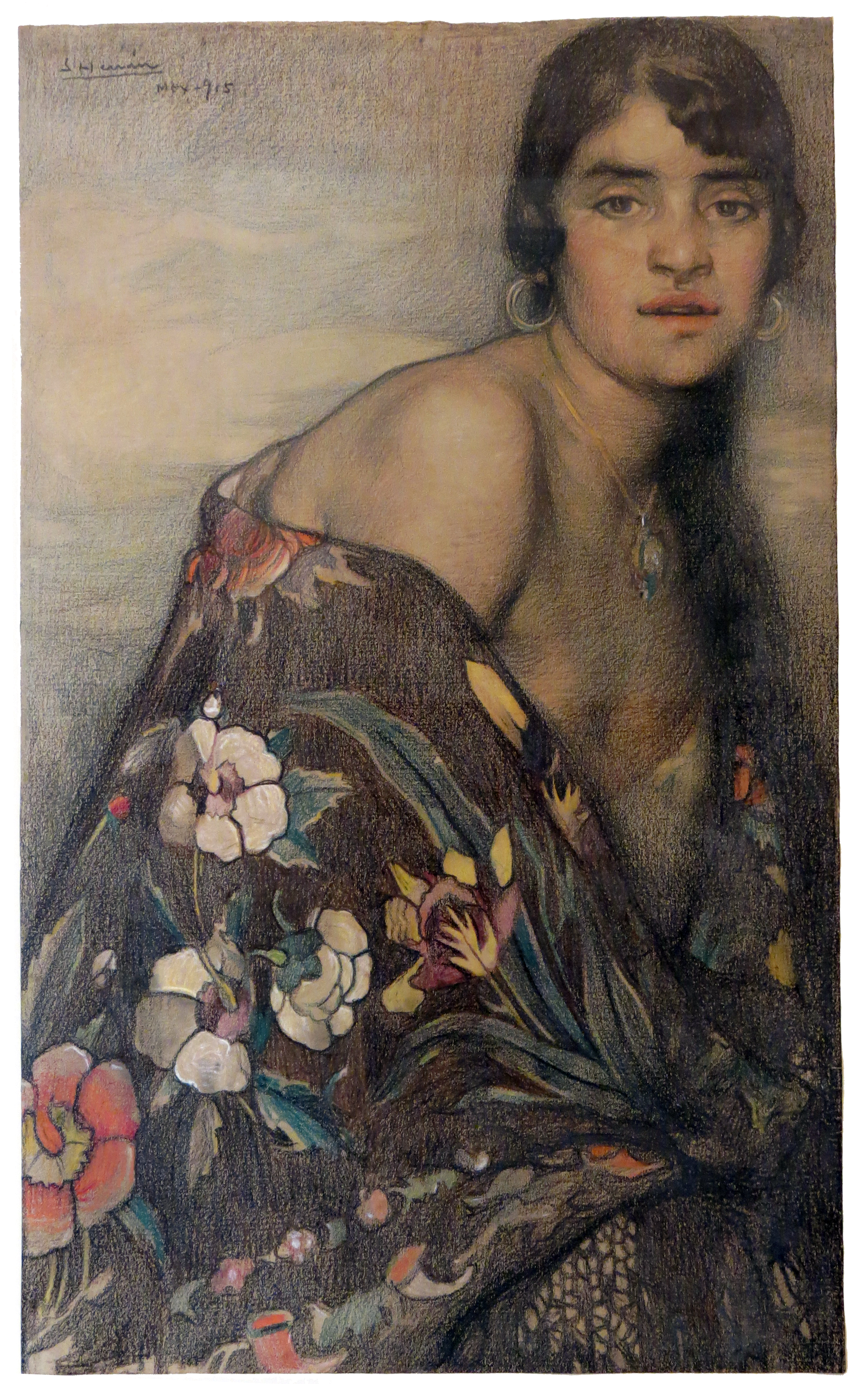
La Criolla del Mantón
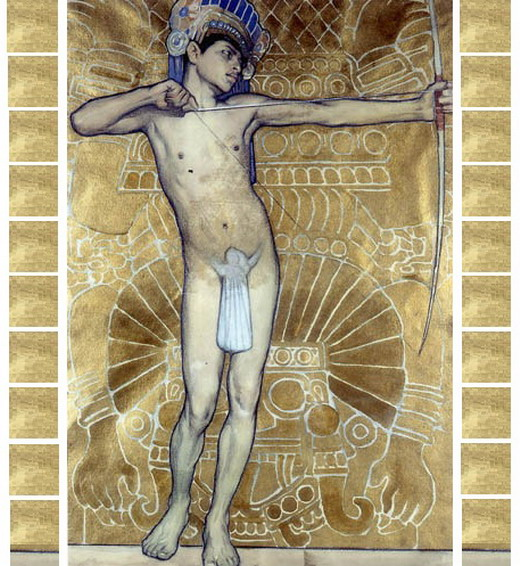
Flechador
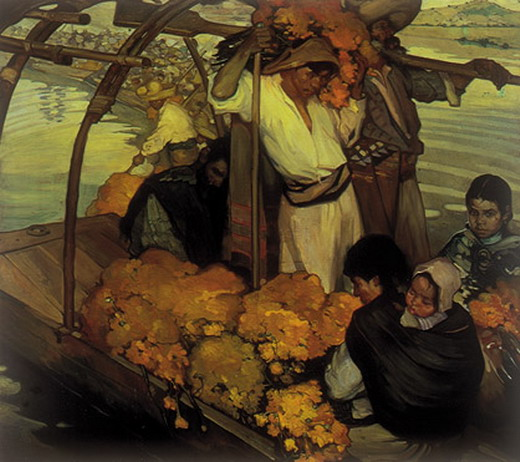
La ofrenda
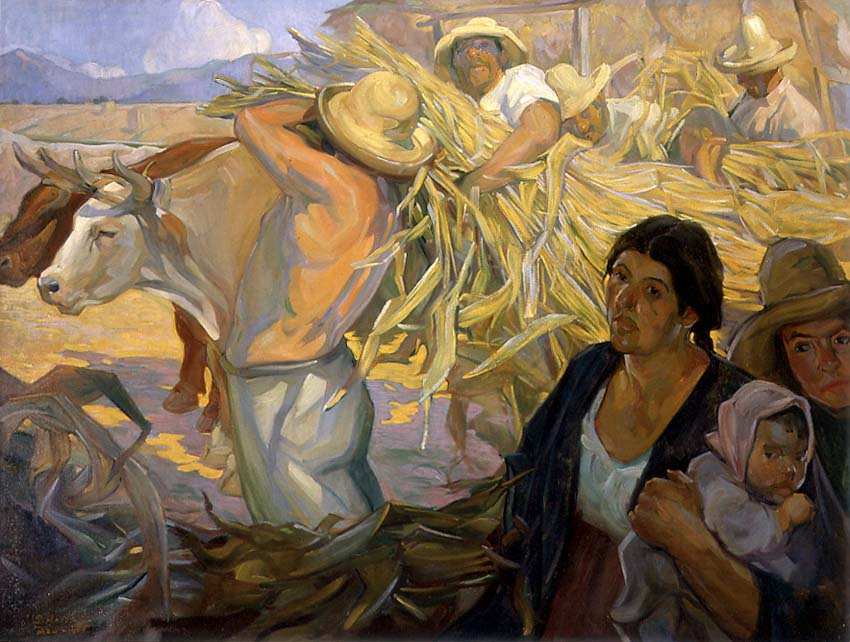
La cosecha
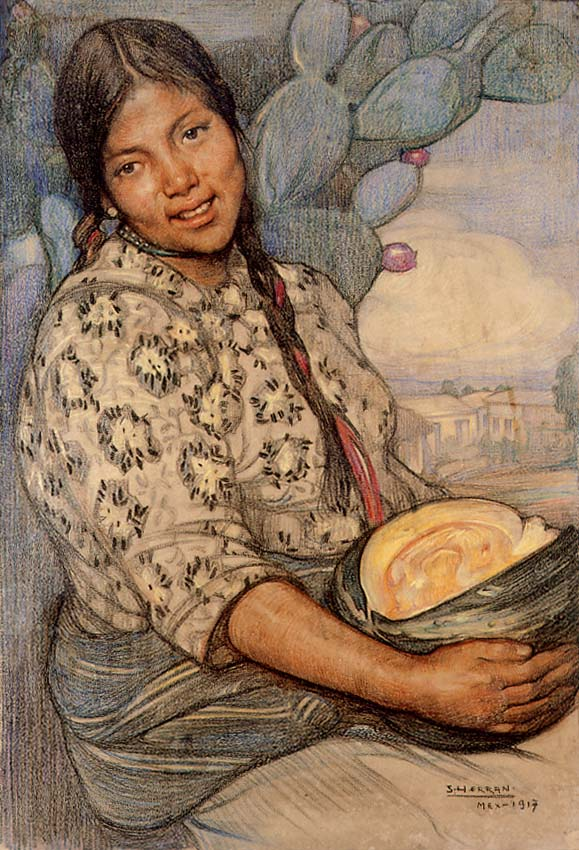
Mujer con calabaza
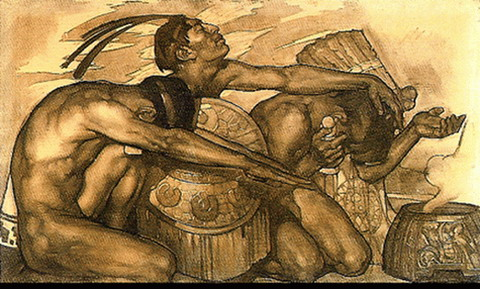
Bosquejo de Nuestros dioses antiguos
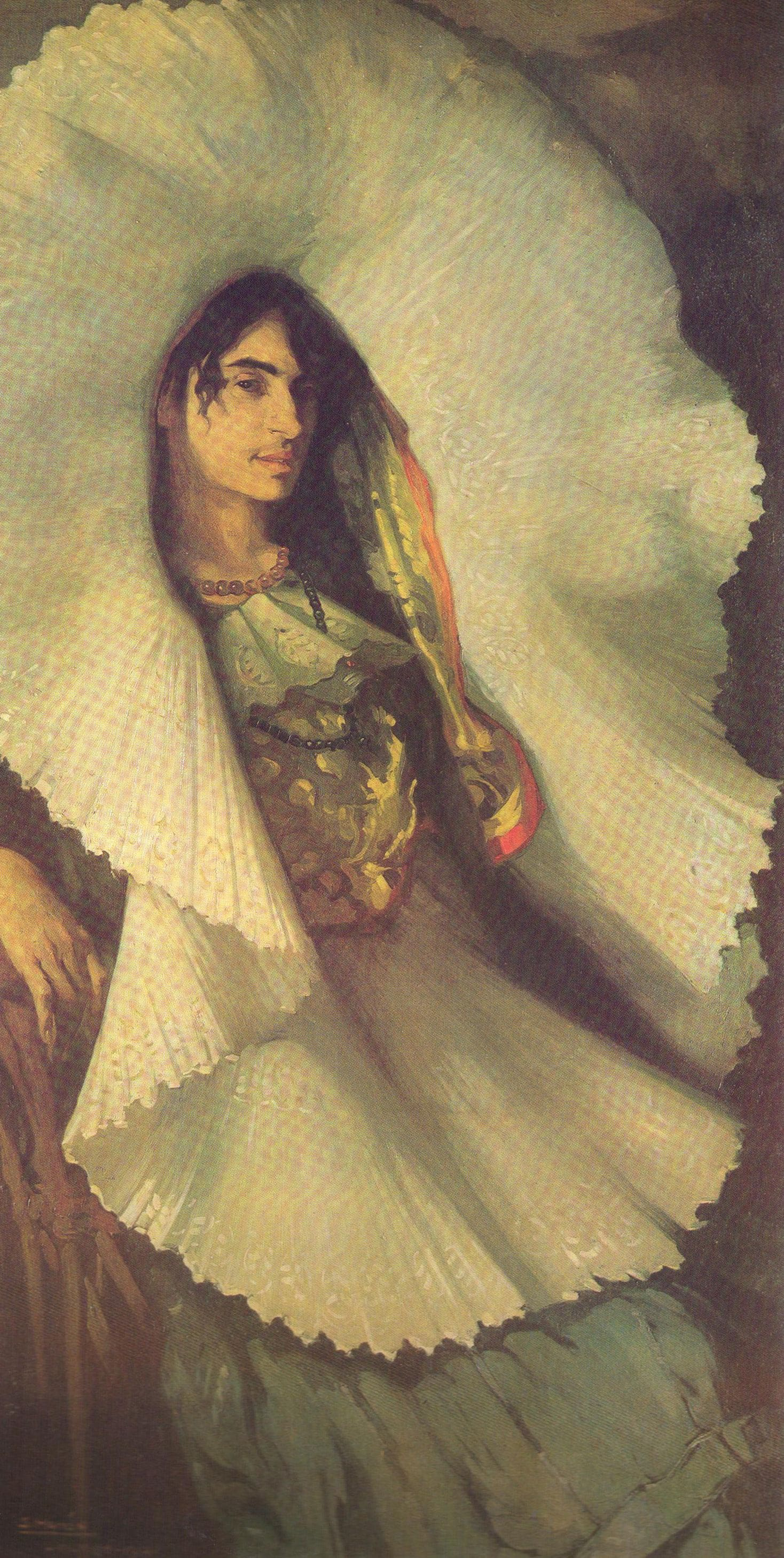
Tehuana